# Burg Clermont (Isère)

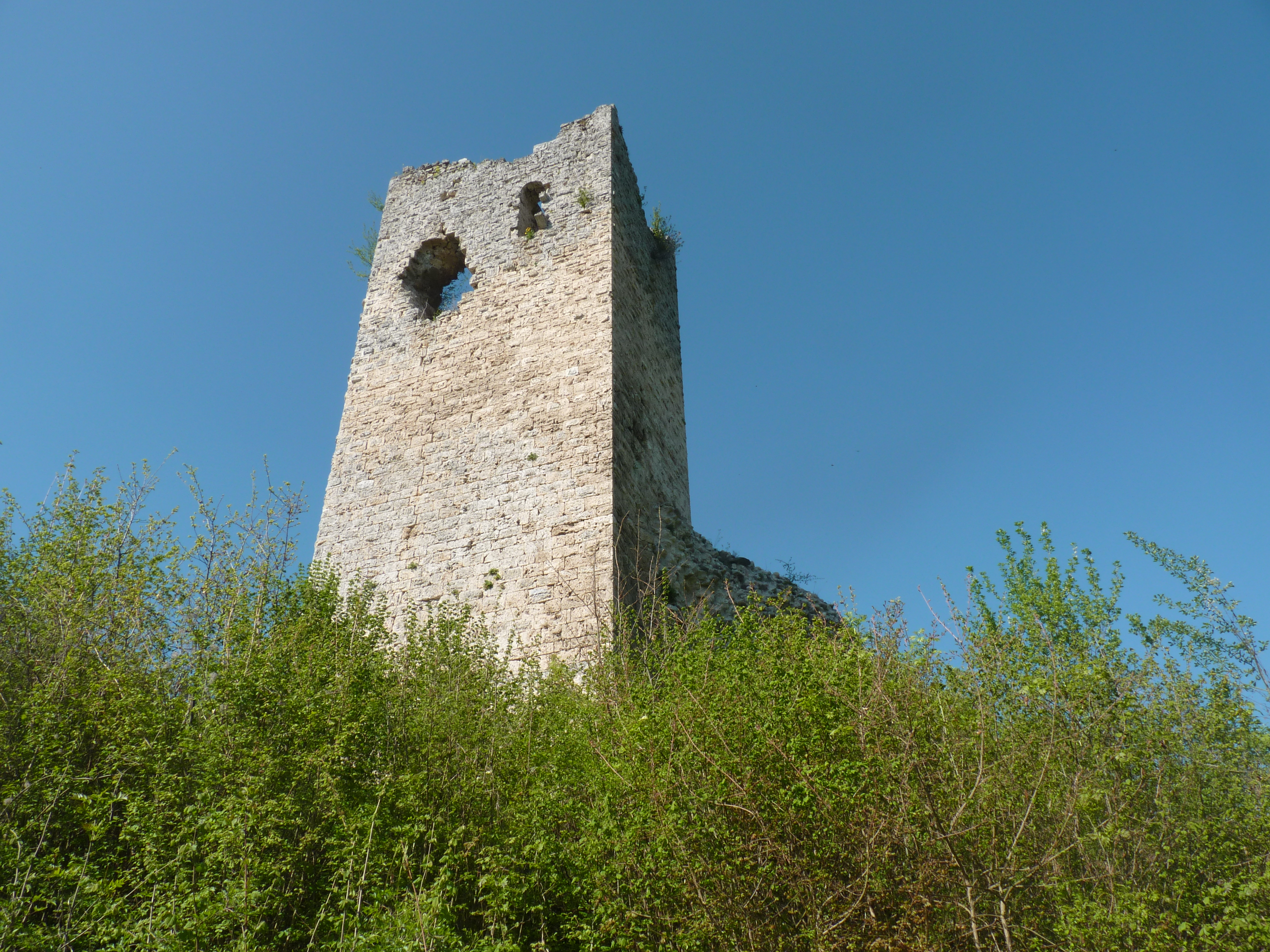
Der fünfeckige Turm der Burg

Die Burg Clermont ist eine ehemalige Motte aus dem 11. Jahrhundert, die im 13. Jahrhundert neu gebaut und im 17. Jahrhundert geschleift wurde. Die Ruinen der Burg stehen in der Gemeinde Chirens im Département Isère in der Region Auvergne-Rhône-Alpes. Sie war der Hauptort des Mandements von Chirens und das Zentrum der Herrschaft Clermont-en-Viennois. Die Burg war seit dem 11. Jahrhundert der Stammsitz des später bedeutenden Hauses Clermont.
Die Ruinen des Turms und die verbliebenen Reste der alten Burg und ihrer beiden Ringmauern wurden per Erlass vom 18. Oktober 1983 unter Denkmalschutz gestellt.

## Lage
Die Reste der Burg Clermont befinden sich im Departement Isère in der Gemeinde Chirens, 1,5 Kilometer westlich des Ortes, auf 637 Metern Höhe auf dem Hügel von Clermont, einer weitgehend freiliegenden Kuppe, die im Süden den gleichnamigen Weiler dominiert, das Tal von Chirens überragt und einen Blick auf das Ainan-Tal im Osten, das Fure-Tal im Westen und das Tal von Voiron und der Isère im Süden bietet. 

## Geschichte

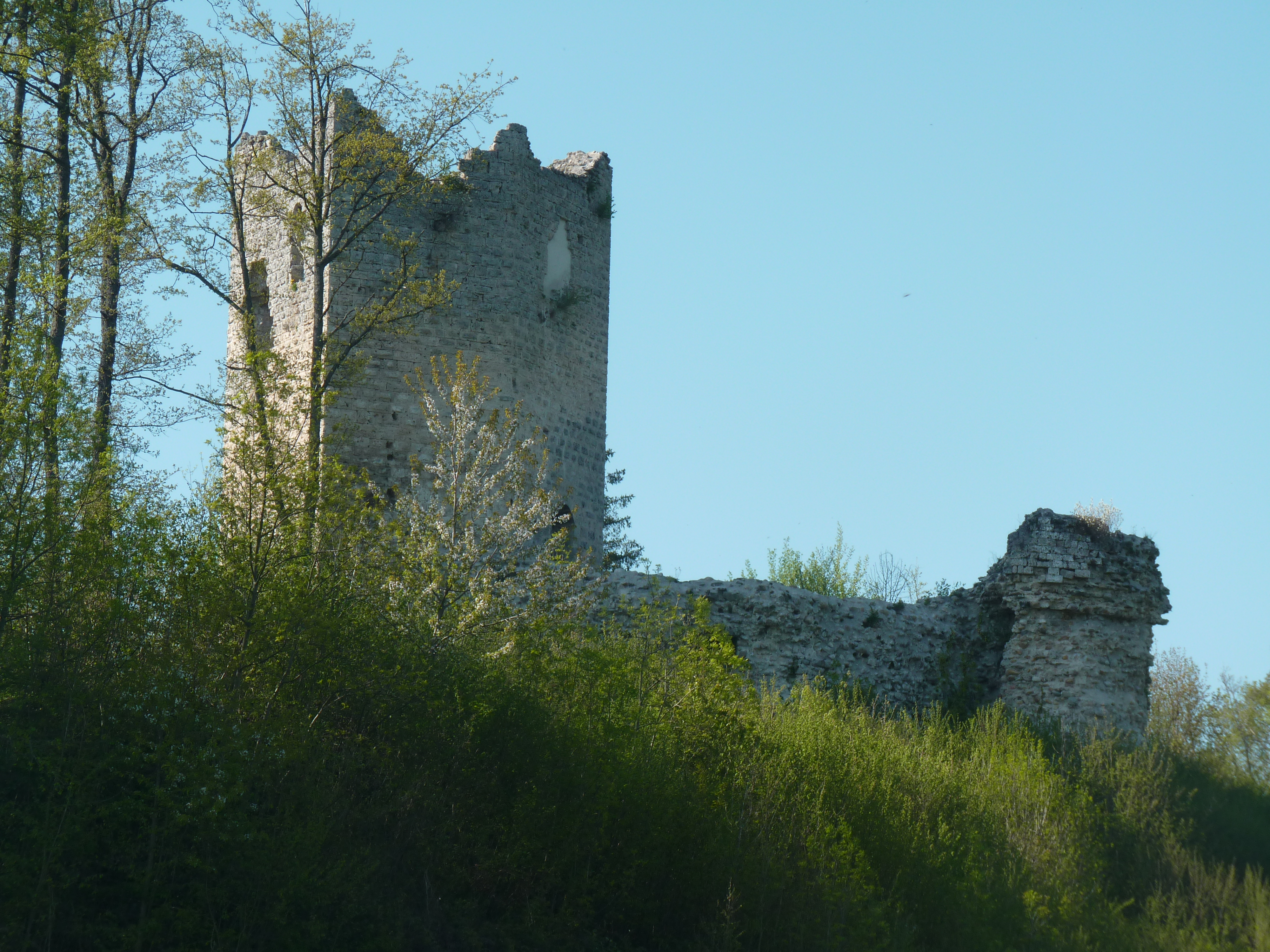
Die Burgruine

Die Burg Clermont und das Mandement wurden 1107 bei der Aufteilung der Grafschaft Sermorens erstmals als solche erwähnt; sie war die Wiege der Familie Clermont, die Ende des 11. Jahrhunderts in den Schriftstücken auftaucht.
Die Ausgrabungen von 1991 ergaben eine erste Siedlung ab der zweiten Hälfte des 11. Jahrhunderts, deren Grundriss nicht genau bekannt ist. Im 12. Jahrhundert stand ein Steinturm auf dem Gelände. Im 13. Jahrhundert wurde alles abgerissen und eine Motte mit einem polygonalen Turm errichtet. Die Ausgrabungen förderten auch die Überreste der Burgkapelle Notre-Dame zutage, die im 12. Jahrhundert nachgewiesen wurde und bereits im 11. Jahrhundert existiert haben könnte.
Die Herren von Clermont, die bis dahin unabhängig waren, huldigten 1203 mit Guillaume de Clermont für ihre Ländereien Clermont, Saint-Geoire und Crépol dem Bischof von Vienne. 1330 wird erstmals die Ortschaft Villa Nova Di Chiroyen erwähnt. Es handelt sich um eine neue Stadt, die von den Herren von Clermont mit ermäßigten Steuersätzen gegründet wurde, um die Wirtschaftstätigkeit zu fördern.  
Im Jahr 1317 huldigte der Herr von Clermont dem Dauphin Jean II. de Viennois. Die Burg befand sich zu diesem Zeitpunkt im Grenzgebiet zu den États de Savoie, die eine Enklave im Süden, in Richtung Voiron, besaßen. Die Herrschaft wurde zur ersten Baronie der Dauphiné. Die Familie Clermont sah ihre Ländereien im 14. Jahrhundert zur Vicomté erhoben.
1547 wurde Antoine III. de Clermont vom französischen König Heinrich II. zum Grafen von Clermont en Viennois ernannt.
Anscheinend wurde die Burg zu Beginn des 16. Jahrhunderts aufgegeben und 1626 auf königlichen Befehl, hinter dem der Kardinal Richelieu stand, geschleift, wie andere Burgen, die nicht mehr zur Verteidigung Frankreichs dienten.
1814 versuchte Oberst Lubière, der Kommandant einer Einheit der napoleonischen Armee, vergeblich, die österreichische Armee aufzuhalten, indem er sich in den Resten des Schlosses einschließen ließ.
Nur der Donjon, der immer noch den Clermont-Tonnerre gehört, ist heute noch erhalten und hat die Besonderheit, dass er fünfeckig ist. Gegenüber steht die Burg Montclair in Voiron, die einer Legende zufolge durch einen unterirdischen Gang und Ausgänge in einigen Häusern mit Clermont verbunden sein soll, was unter Erdrutschen vergrabene Schätze vermuten lässt.

## Beschreibung
Die Anlage besteht aus einer dreifachen, konzentrischen Ringmauer, die von einem unregelmäßigen, fünfeckigen Donjon auf einer Motte beherrscht wird, der von einer Mauer aus Mauerwerk geschützt wird, die von einem runden Turm flankiert wird. Der vierstöckige Donjon aus Stein und Tuff aus dem 13. Jahrhundert ist fensterlos, mit Ausnahme einer Öffnung im dritten Stockwerk auf der Südseite, die wahrscheinlich der Latrine entspricht. Auf derselben Ebene befindet sich auf der Nordseite noch die Spur eines großen Kamins.
Die ältesten Teile der verbliebenen Ruinen können dem 12. Jahrhundert zugeordnet werden.